# طلا(I،III) کلرید
طلا(I،III) کلرید (به انگلیسی: Gold(I,III) chloride) با فرمول شیمیایی Au
۴Cl
۸ یک جامد کریستالی مشکی با جرم مولی ۱۰۷۱٫۴۹۰ g/mol می‌باشد. این ترکیب نمونه‌ای از ترکیبات آمیخته‌ای لایه‌ی ظرفیتی است، چرا که اتم‌های عنصر طلا در این ترکیب دارای دو عدد اکسایش متفاوت هستند؛ طلا(III) چهارگوشه‌ی مسطح و طلا(I) تقریباً خطی. باید به‌دقت از طلا(I،III) کلرید استفاده کرد، زیرا بسیار حساس به نور، هوا، و رطوبت است.